# Hermandad del Cristo de la Corona (Sevilla)
La Hermandad del Cristo de la Corona es una hermandad de culto católico de carácter penitencial de la Semana Santa de Sevilla, Andalucía, España. Procesiona en la tarde del Viernes de Dolores por el centro de la ciudad. 
Está radicada en la Parroquia del Sagrario de la Catedral de Sevilla, Parroquia anexa al templo adonde realizan estación la mayoría de las cofradías. Su título completo es Hermandad y Cofradía del Santísimo Cristo de la Corona y Nuestra Señora del Rosario.

## Historia

### Siglos XIV a XVII
La fecha de fundación de la hermandad primitiva del Cristo de la Corona y Cruz a Cuestas (como se la nombra en los documentos más antiguos) nos es desconocida aunque la referencia escrita más antigua encontrada sobre la advocación de la Corona data de 1340. En el año 1592 ya se habla de la «capilla de la Corona que es en el Sagrario», existiendo un libro de cuentas de la Cofradía fechado en 1631, donde se menciona una visita pastoral en 1629. En 1677 Ortiz de Zúñiga señala que la corporación gozaba de gran arraigo devocional entre los sevillanos y la ubica en la antigua capilla del Sagrario de la Catedral. Esto se corrobora con la gran pujanza de la corporación en este siglo y posteriores. La economía de la hermandad se sustenta en parte por concesiones y mercedes de la corona como muestra este texto: 

La Hermandad de la Corona de Cristo y la del Santo Entierro solicitan, en este año de 1641, de su Majestad Felipe IV la concesión de alguna merced para acercentar sus fondos. El Rey les otorgó facultad para que perpetuamente pudiesen lucrarse trajinando con doce carros, cada uno con una mula, aplicados a cada Cofradía seis carros. En reciprocidad a tal gracia, ambas Hermandades ofrecieron a Su Majestad mil quinientos ducados, a pagar la tercera parte de ellos el mismo día de recibidos los carretones, y los mil ducados restantes, en los seis meses siguientes a dicho día de la procesión, más el ocho por ciento al año de todo el tiempo que se retardase cualquiera de los pagos, después de cumplidos los plazos

### SiglosXVIIIyXIX
En 1716 la cofradía se traslada de la catedral a la parroquia anexa a esta, donde hoy reside. En los libros de cabildos de la hermandad figura la compra de una capilla en el «Sagrario nuevo». Durante el siglo XVIII, la cofradía mantuvo una estrecha relación con la parroquia y con las hermandades radicadas en ella, con las que colabora económicamente para fastos y liturgia. Esta época es, sin duda, la de su máximo espledor, contando con un gran patrimonio tanto en enseres como en casas y rentas.
Fueron hermanos algunos sevillanos ilustres como Pedro Roldán, José Montes de Oca, Matías de Arteaga, el marqués de Paradas o los condes de Cantillana. Además, la cofradía tuvo una fuerte vinculación con la de Hermandad del Silencio, que, curiosamente, es la otra cofradía sevillana con un cristo con la cruz abrazada de forma inversa. 
En el siglo XIX espezaron las dificultades para la cofradía. Los ingresos empiezan a escasear y se observa en los documentos una disminución paulatina de enseres y propiedades. En 1806 se venden todas las pertenencias de plata (incluyendo las cantoneras de la cruz) a la Casa de la Moneda para sufragar los gastos de la realización de un nuevo altar en jaspe. En un inventario de hermandades residentes en el Sagrario de la Catedral, realizado el 15 de septiembre de 1842, se citaba lo siguiente: 

La Titulada de la Corona, cuyos estatutos son promover la devoción de La Pasión de Nuestro Señor Jesucristo, Coronado de Espinas y con la Cruz a cuestas, tributando culto a esta Sagrada Imagen, y haciendo que en los cinco primeros domingos de Cuaresma se predique al pueblo por las tardes, lo que ya ha dejado de verificar por falta de medios.

Esto último da a entender que la hermandad ya estaba disuelta, aunque el libro de acuerdos de cabildos continua hasta 1860. A partir de este año nada más se sabe de la hermandad, si bien se tienen testimonios de la existencia de hermanos de la misma hasta la década de 1890.
También se tiene constancia de la existencia de la Congregación o Hermandad de Ntra. Sra del Rosario, formada por mujeres. Esta hermandad se fundó en torno a la segunda mitad del siglo XVII, existiendo documentación a finales de dicho siglo. Se tiene constancia del rezo del Santo Rosario interno y externo por la entonces collación de Santa María, a uno de los cuales se le atribuye, en 1694, el milagro de la llegada de lluvias a la finalización de una novena de rogativas. Es sabido que esta Congregación del Rosario del Sagrario fue madrina del más antiguo simpecado perteneciente a la Hermandad de los Negritos. Las noticias sobre esta hermandad terminan en el siglo XIX, si bien por testimonios de miembros de la comunidad parroquial, se mantuvo la tradición de celebrar el sacramento del matrimonio en la capilla de la Virgen del Rosario hasta los años 1950.

### Actualidad

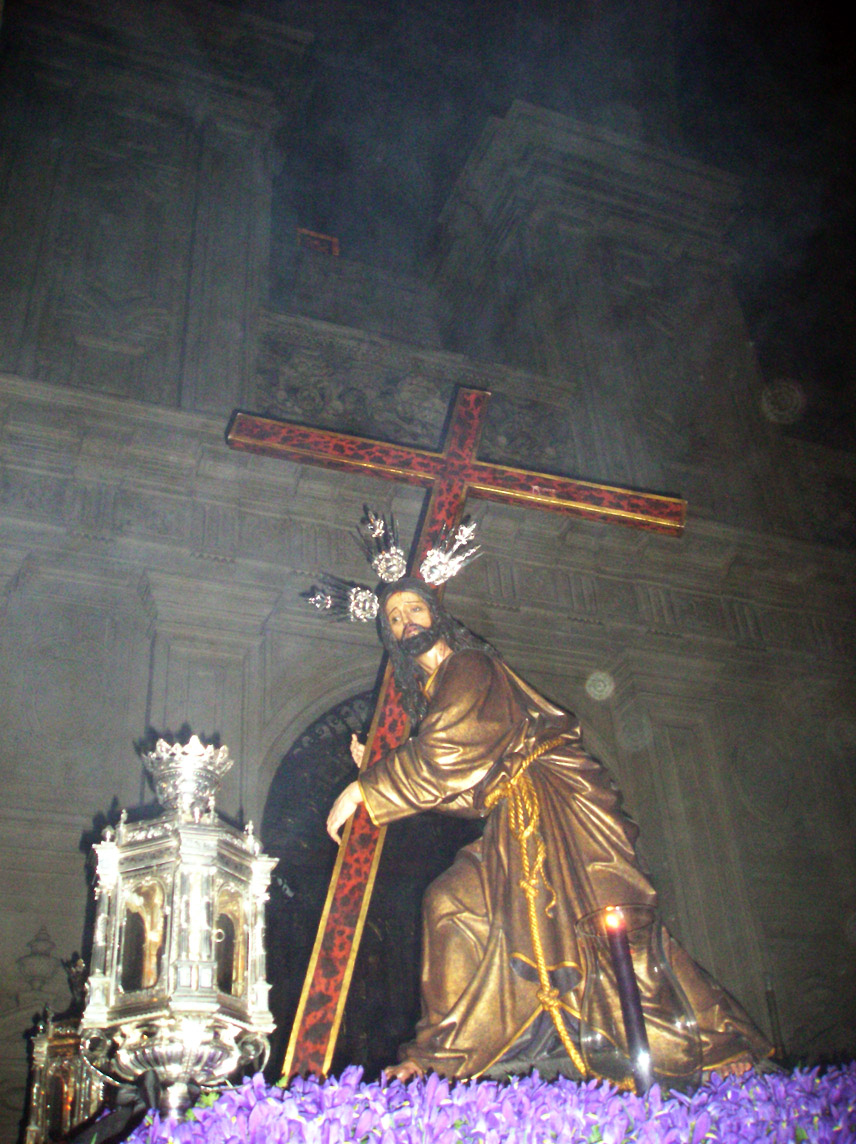
Imagen del Cristo de la Corona durante su vía crucis en 2005.

El culto a este antiguo Nazareno se restablece en el año 1989 gracias a José Gutiérrez Mora, cura de la Parroquia del Sagrario.
Los primeros pasos como grupo organizado para el culto de esta imagen cristífera se dan en 1991, cuando un grupo de jóvenes, tras la propuesta del párroco, deciden dar los pasos necesarios para constituirse en Asociación Parroquial. El Cristo realiza un vía crucis por el interior del templo en 1992. En mayo de ese mismo año, se celebró la exposición "Magna Hispalense" en la Catedral y se cedió al Cristo de la Corona. 
En 1993 se celebra el primer vía crucis externo por las calles de la feligresía organizado conjuntamente entre la Hermandad de Las Aguas y los jóvenes de la parroquia. Sus reglas como agrupación parroquial son aprobadas por el Arzobispado en 1994. Al constituirse legalmente se escoge como segunda titular, en el año 1995, a la Virgen de Nuestra Señora del Rosario, imagen gloriosa de María obra de Manuel Pereira de finales del siglo XVII que residía sin recibir culto en el templo. La agrupación pasa seguidamente a buscar la erección canónica como hermandad de penitencia. 
En 1997, se saca a la imagen de la Virgen por primera vez en la procesión del Solemne Rosario de la Aurora, aunque este acto de culto no se ha celebrado desde 2003 por el precario estado de conservación de la imagen. 
Fue aprobada como hermandad canónica en el 2000. En 2006 el Cristo dejó de hacer su vía crucis en unas pequeñas andas y pasó a hacerlo en un paso diseñado de Antonio Dubé de Luque. En el año 2009 la hermandad optó por realizar su vía crucis penitencial haciendo estación de penitencia al palacio arzobispal con los hermanos vestidos de nazarenos.
Con motivo de unas obras de rehabilitación de la Parroquia del Sagrario que obligaron a su cierre, la Hermandad establece su sede en el interior de la Santa Iglesia Catedral entre noviembre de 2019 y noviembre de 2023. En el mes de diciembre de 2020, debido a las limitaciones establecidas con motivo de la pandemia de covid-19, la imagen del Santísimo Cristo de la Corona fue designada por el Consejo General de Hermandades y Cofradías de Sevilla para presidir el tradicional Viacrucis de las Hermandades de Sevilla, en la Santa Iglesia Catedral, el primer lunes de Cuaresma del año 2021. A pesar de los intentos de la Hermandad para poder realizarlo con la imagen del Cristo de la Corona en andas, tal y como se ha realizado habitualmente este acto, finalmente presidió un altar para la ocasión en el altar del Jubileo de la Catedral de Sevilla.

## Escudo, insignias y túnica
El escudo de esta hermandad consiste en una cruz latina en sable cargada en la cruceta con corona de espinas y tres clavos, todos en sable. Los tres clavos aparecen en el centro de la corona con las tres puntas inferiores convergiendo. También en sable aparece un rosario que pende del travesaño. Una divisa aparece orlando todo el conjunto, en plata con letras en sable con el nombre de la hermandad. En el timbre aparece una corona real abierta en sable. Esta consiste en un círculo con piedras engastadas, compuesta de ocho florones con hojas de acanto, visibles cinco, interpoladas con perlas.
El estandarte fue bordado por Benito Molero, bajo diseño de Carlos Córdoba de León-Sotelo. Está bordado en oro sobre terciopelo azul y recoge el escudo de la Hermandad bordado en hilo de plata con excepción de la cruz, que está en hilo de oro. La corbata tiene bordado a modo de galón dorado, y está rematado por una cruz plateada. La insignia fue estrenada en la procesión del Corpus Christi de 1999. La Cruz de Guía es de color caoba con una filigrana dorada en el centro de los brazos de la cruz y cantonada por ráfagas de metal dorado. Además el escudo de la corporación aparece en la cruceta realizado en orfebrería plateada. El libro de reglas tiene tapas bordadas en hilo de oro sobre terciopelo azul, que fueron realizadas por Benito Molero en el año 2003. En ellas aparece el escudo de la hermandad, rodeado por una filigrana rectangular con un evangelista en cada esquina.
Las túnicas son de cola recogida en el brazo de ruan (tejido) morado ceñida entre pecho y cadera con un cinturón de esparto ancho. Sobre el corazón va cosido el escudo de la hermandad primitiva sobre una pieza circular en cuero color sangre. Al cuello portan la medalla de la corporación bajo el antifaz. Esta consiste en un óvalo plateado en el que figura el escudo de la hermandad que cuelga de un cordón morado y negro. Calcetines negros y alpargatas de esparto negras completan el hábito nazareno. La cera que portan los hermanos es de color morado.

## Titulares

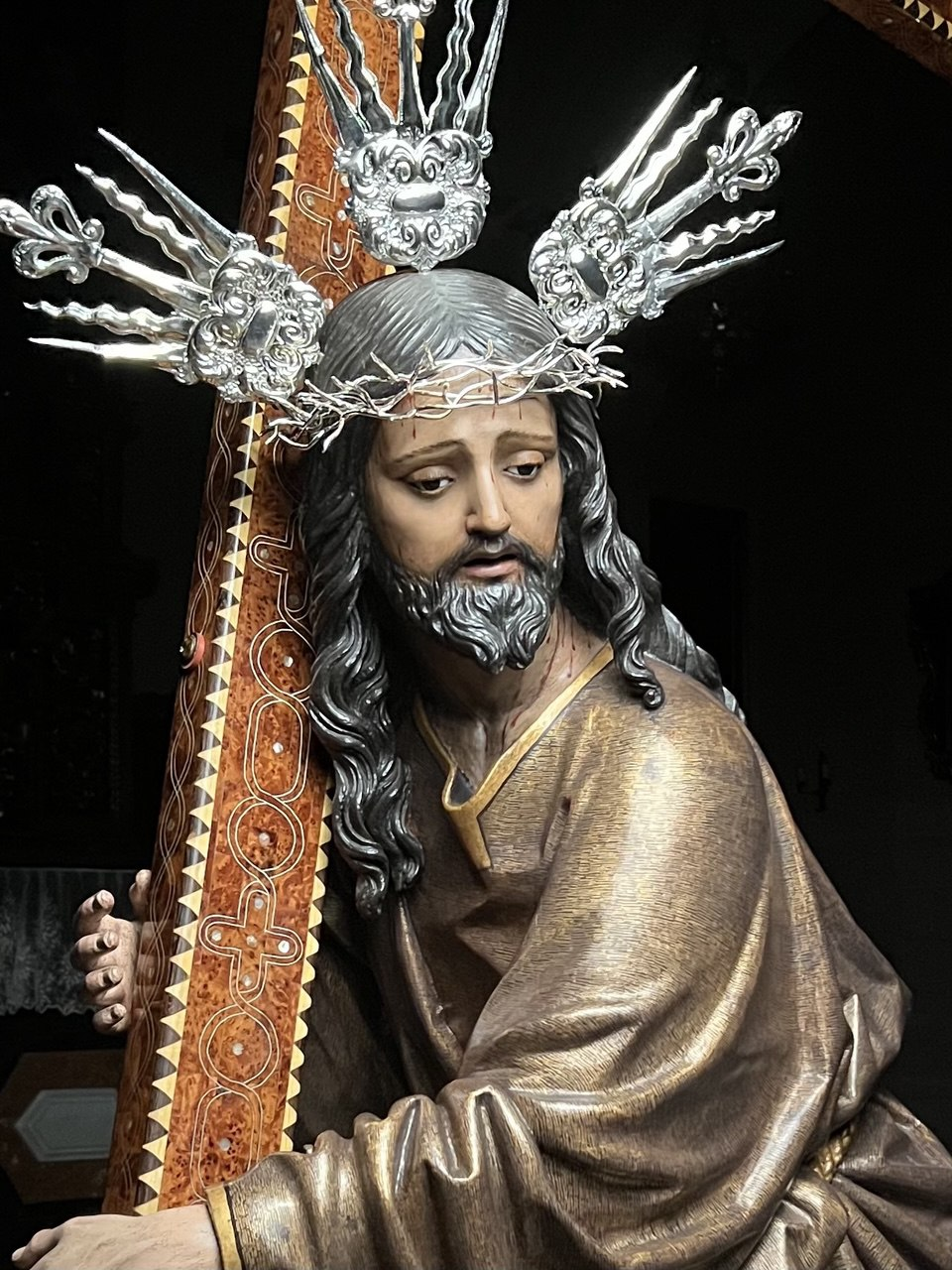
Santísimo Cristo de la Corona

### SANTÍSIMO CRISTO DE LA CORONA
La Imagen del Santísimo Cristo de la Corona es una talla de autor desconocido, en madera policromada, datada aproximadamente en el último tercio del siglo XVI. Por tanto, estamos ante una de las imágenes más antiguas de la ciudad. De rasgos manieristas, es una imagen de talla completa con una amplia zancada, resaltada por una túnica de abundante plegado la cual aparece anudada a la cintura por una ruda soga. La cruz arbórea con la que procesiona reposa sobre el hombro derecho, por lo que su cabeza se gira hacia la izquierda, ofreciéndonos un rostro doliente de idealizada belleza.
Iconográficamente representa un pasaje muy usado en el arte procesional sevillano, el de Jesús abrazando al palo vertical de la cruz en el momento de recibir la cruz. Tiene la particularidad de que esta imagen porta la cruz al revés de la representación más habitual en los nazarenos, siendo esto una muestra más de su gran antigüedad, ya que esta era la manera más común de hacerlo en el arte manierista. Por su estilo se puede afirmar que influye en las creaciones barrocas de Ocampo, que fue hermano de la hermandad.

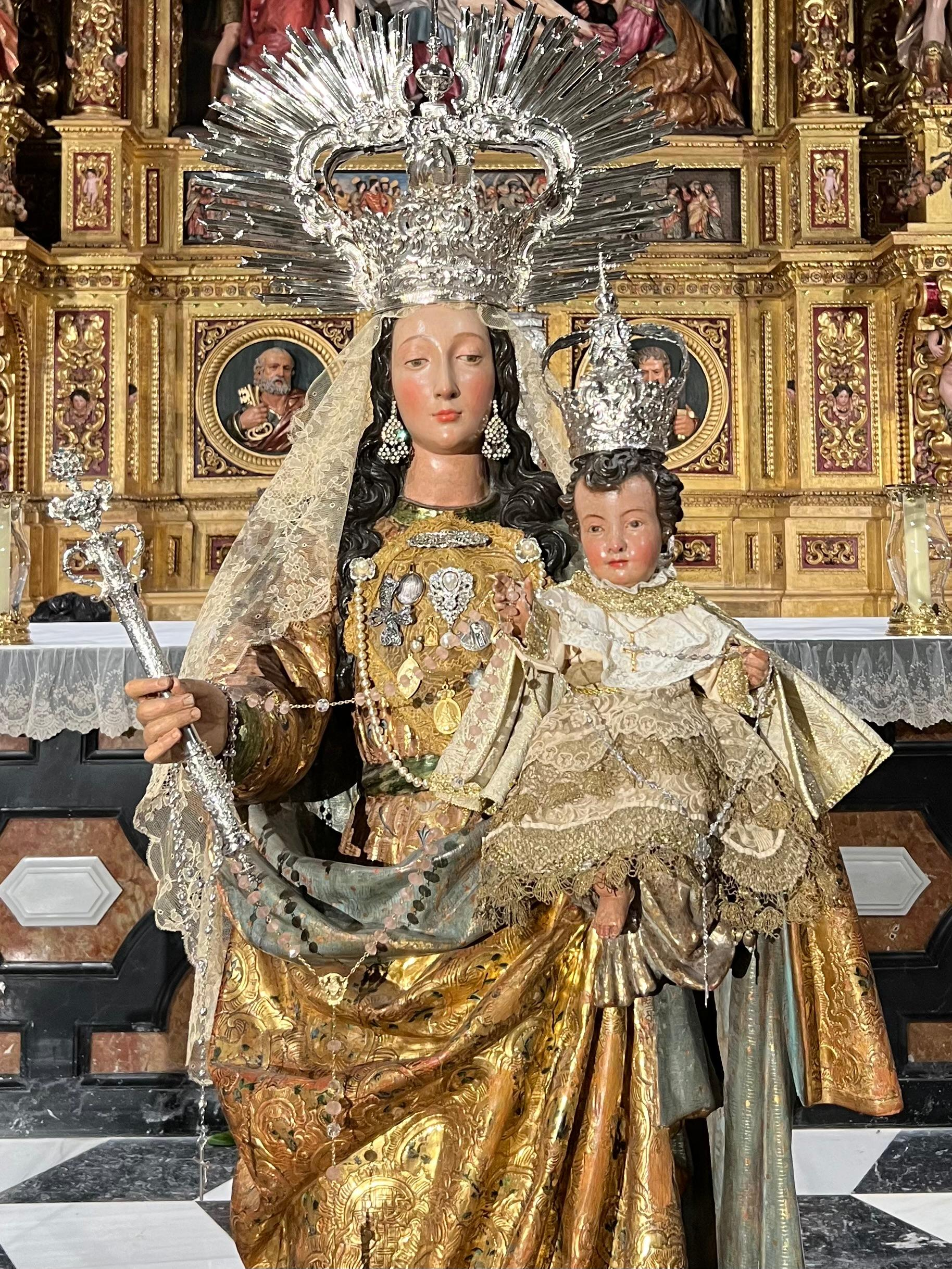
Nuestra Señora del Rosario

### NUESTRA SEÑORA DEL ROSARIO
La Imagen de Nuestra Señora del Rosario es una talla de tamaño académico realizada por el portugués Manuel Pereira, en el año 1638. La imagen de la Virgen se presenta de pie, sobre un pedestal de cabezas de querubines, con el Niño sostenido en su brazo izquierdo y el derecho extendido portando el característico rosario. En la mano de este mismo lado porta un cetro. Contrastan de modo notable los abundantes ropajes de la Virgen y la total desnudez del Niño Jesús. La Virgen luce larga melena y su rostro es sereno y ensimismado, sin mostrar relación con su hijo.
Lleva una corona de plata, tanto la Santísima Virgen como el Niño Jesús, y ráfaga también de plata. La imagen fue restaurada en el año 2020 por Enrique Gutiérrez Carrasquilla, devolviéndole el esplendor a la notable imagen barroca.

## Pasos

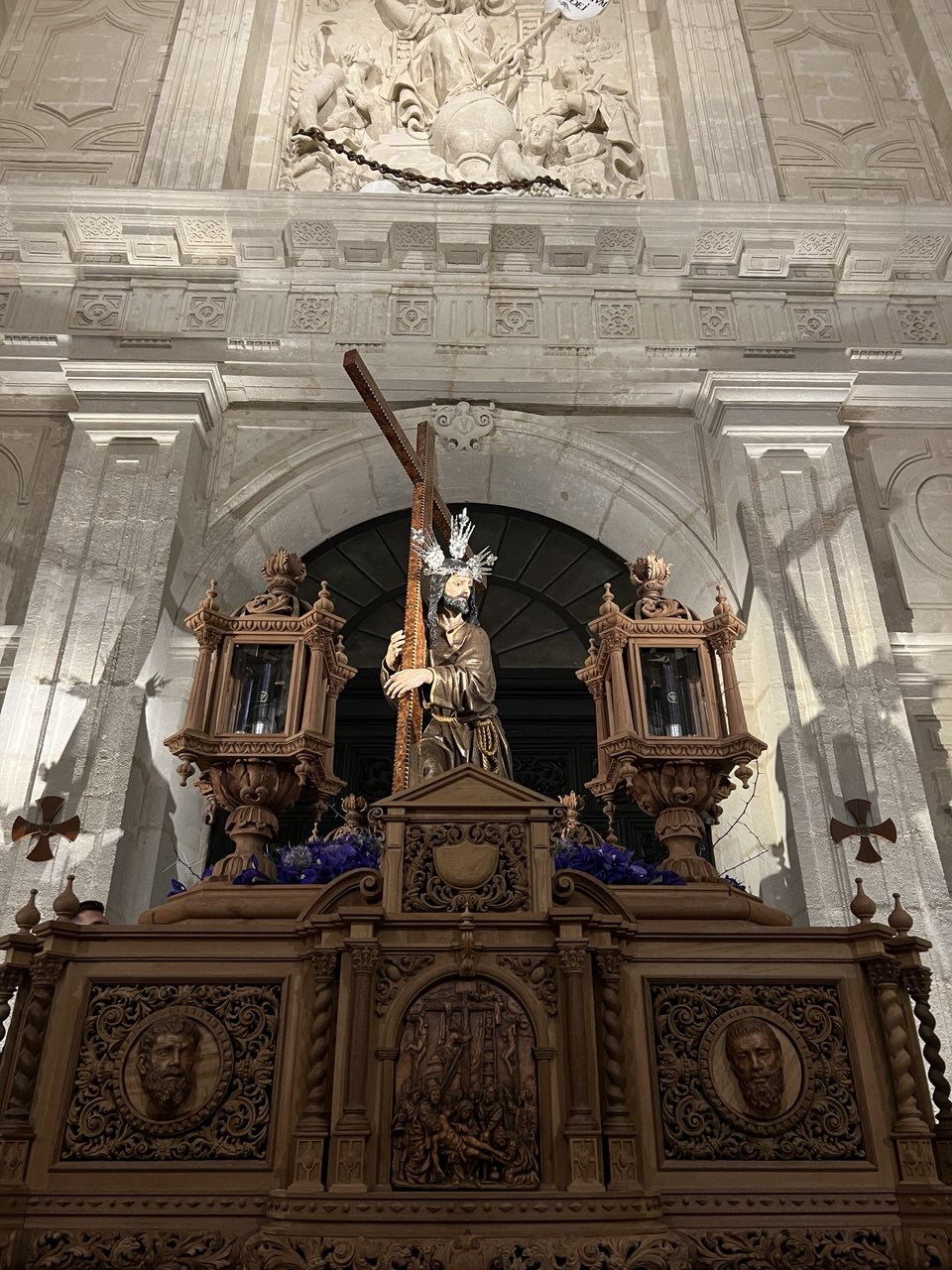
Paso del Cristo de la Corona

### Paso del Cristo de la Corona
El paso procesional del Santísimo Cristo de la Corona, bajo diseño de Antonio Dubé de Luque, fue aprobado por los hermanos para su ejecución el día 3 de febrero de 2002. Según indicó su autor:
De estilo renacentista, estará realizado en madera en color caoba con relieves en bronce. A su conclusión contará con imágenes de los cuatro evangelistas en las esquina, inspirados en los que están en la balaustrada interior de la Iglesia del Sagrario y con cuatro relieves donde se podrán apreciar las escenas de la Crucifixión, Descendimiento, La Piedad y Sagrado Sepulcro. En los respiraderos está proyectado que aparezcan los cuatro padres de la Iglesia Latina y los cuatro de la Oriental. Los faldones por su parte tendrán el frontal bordado con el escudo del Cabildo Catedralicio (la Giralda y las dos azucenas). El canasto contará con un sobrecanasto cuya crestería será una reproducción de la balaustrada externa de la Iglesia del Sagrario. A los pies del Cristo en su estación de penitencia aparecen dos pequeños angelitos portando entre sus manos la corona de espinas de donde recibe la imagen su advocación.
El paso, en fase de carpintería y realizado en madera de caoba, fue estrenado en el año 2006, no siendo hasta la siguiente década cuando empieza a afrontarse la talla del mismo. En el año 2010 se estrena la talla del frontal del paso, obra de Francisco Verdugo (responsable de la talla de toda la canastilla del paso), y dos modelos de los apóstoles a cargo de Antonio José Dubé Herdugo. En 2011 estrena nuevos faroles para el paso procesional, de caracter provisional hasta que se realicen los definitivos en broce, realizados en madera por Enrique Gonzalves González y tallados en los años posteriores por Francisco Verdugo. En el año 2014 se estrena la capilla frontal del paso, que representa el Retablo Mayor de la Parroquia del Sagrario.
No es hasta el año 2019 cuando se acuerda retomar la talla del paso, el cual queda detenido debido a la pandemia de Covid-19. Entre los años 2022 y 2024 se estrena prácticamente en su totalidad la talla de la canastilla, así como los tondos de los apóstoles y las capillas laterales del mismo. En 2024 se estrenan los Evangelistas de las esquinas y unos nuevos faldones en terciopelo morado.

### Paso de la Virgen del Rosario
Cuando ésta realizaba su procesión en rosario de la aurora, procesionaba sobre una parihuela de la Hermandad, a la cual iban colocados los faldones, sin talla ni orfebrería alguna. El paso llevaba peana, candelería y jarras plateadas.

## Patrimonio musical

### Música de capilla
- Música de Capilla dedicada al Santísimo Cristo de la Corona (Paulina Ferrer Garrofé, 1996)
- Cristo de la Corona (Ángel Manuel Cebrero Miranda y Francisco del Toro Zamora, 2002)
  - Plegaria al Cristo de la Corona, adaptación de la anterior para quinteto de metales (Ángel Manuel Cebrero Miranda)
- Meditaciones ante el Santísimo Cristo de la Corona (Francisco Javier Alonso Delgado, 2008)
  - Meditación I (La Parroquia del Sagrario)
  - Meditación II (El Patio de los Naranjos al anochecer)
- El Nazareno del Sagrario (Cristóbal López Gándara, 2021)
- Abrazando tu Cruz (Alejandro de la Rosa Bazán, 2021)
- Eres tú, Señor (Raúl Martín Cruzado, 2022)

## Cultos

### Quinario al Cristo de la Corona
Todos los años esta la hermandad dedica un solemne quinario de martes a sábado, el cual se celebra íntegramente en la última semana del mes de enero. El domingo siguiente celebran la Función Principal de Instituto.

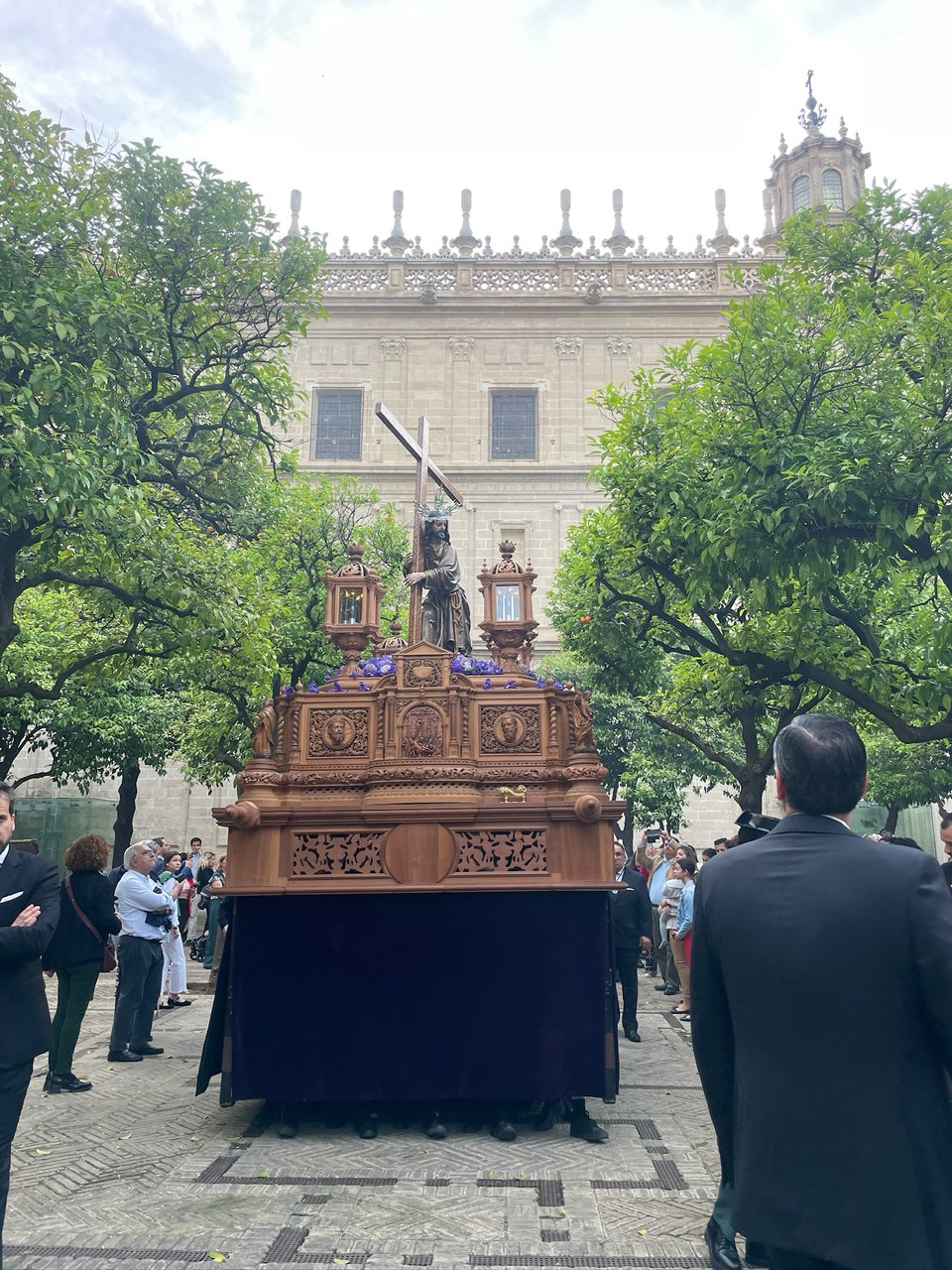
Salida procesional del Cristo de la Corona en el año 2025.

### Besapies al Santísimo Cristo de la Corona
El segundo fin de semana de Cuaresma, la Hermandad celebra Solemne Besapie al Santísimo Cristo de la Corona en la parte trasera de la Parroquia del Sagrario.

### Salida procesional
El Viernes de Dolores la Hermandad realiza su salida procesional. El paso del Santísimo Cristo de la Corona va acompañado durante su procesión por música de capilla y una escolanía. La Hermandad recorre principalmente las calles de la feligresía, destacando el paso por el Ayuntamiento de Sevilla, el recorrido por las calles del barrio del Arenal, visitando a las Hermandades de la Carretería, las Aguas y la Pura y Limpia del Postigo, y el paso por la Plaza de la Alianza y el barrio de Santa Cruz.

### Triduo a Nuestra Señora del Rosario
En los primeros días de octubre, la corporación dedica de jueves a sábado Solemne Triduo en honor a Nuestra Señora del Rosario, que hoy en día no procesiona. Al fin de los tres días del tríduo la Hermandad dedica como culmen una Solemne Función como fin de los actos en honor de su titular.

## Sedes
- Capilla del Sagrario de la Santa Metropolitana y Patriarcal Iglesia Catedral de Santa María de la Sede: Desde la fundación hasta 1716.
- Parroquia del Sagrario de la Santa Metropolitana y Patriarcal Iglesia Catedral de Santa María de la Sede: De 1716 hasta su extinción y desde su refundación en 1994.
- Santa Metropolitana y Patriarcal Iglesia Catedral de Santa María de la Sede (provisional): Durante los años 2019 a 2023 debido a las obras de restauración y consolidación de la Parroquia del Sagrario.

## Obra asistencial
Aparte de su colaboración con Cáritas parroquial y el mantenimiento de su propia bolsa de caridad, la hermandad participa en la obra asistencial conjunta de las hermandades de Sevilla en el Polígono Sur.